# Wapen van Middelstum

Het wapen van de voormalige gemeente Middelstum

Het wapen van Middelstum werd op 7 september 1853 per Koninklijk Besluit aan de Groningse gemeente Middelstum toegekend. Het wapen bleef tot 1990 in gebruik, dat jaar ging de gemeente Middelstum op in de gemeente Loppersum, in het nieuwe wapen van Loppersum komt geen wapenstuk voor uit het wapen van Middelstum.

## Blazoenering
De blazoenering van het wapen luidde als volgt:
Een schild van zilver, beladen met eenen geharnasten ridder met open visier, regtsleunende op eene speer, links de hand in de zijde houdende en staande op eenen grond, alles van lazuur, het gelaat van vleeschkleur. Het schild gedekt met eene gouden kroon van 3 fleurons.
Het schild is geheel van zilver met daarop staande een ridder in een blauw harnas. Hij heeft zijn vizier open staan waardoor zijn gezicht van natuurlijke kleur te zien is. In zijn linkerhand houdt hij een eveneens blauwe speer vast, deze rust op een blauwe ondergrond. Het schild wordt gedekt door een gouden kroon van drie bladeren. Deze kroon is in de Nederlandse heraldiek uniek, alle overige kronen van drie bladeren zijn gravenkronen en hebben tussen de bladeren twee parels.
De ridder stelt de heilige Hippolytus voor. Hippolytus is de patroonheilige van Middelstum.
Adorp
· Aduard
· Appingedam
· Baflo
· Bedum
· Beerta
· Bellingwedde
· Bellingwolde
· Bierum
· De Marne
· Delfzijl 
· Eemsmond
· Eenrum
· Ezinge
· Finsterwolde
· Grijpskerk
· Grootegast
· Haren
· Hefshuizen
· Hoogezand
· Hoogezand-Sappemeer
· Hoogkerk
· Kantens
· Kloosterburen
· Leek
· Leens
· Loppersum
· Marum
· Meeden
· Menterwolde
· Middelstum
· Midwolda
· Muntendam
· Nieuweschans
· Nieuwe Pekela
· Nieuwolda
· Noordbroek
· Noorddijk
· Oldehove
· Oldekerk
· Onstwedde
· Oosterbroek
· Oude Pekela
· Reiderland
· Sappemeer
· Scheemda
· Slochteren
· Stedum
· Ten Boer
· Termunten
· Uithuizen
· Uithuizermeeden
· Ulrum
· Usquert
· Vlagtwedde
· Warffum
· Wedde
· Wildervank
· Winschoten
· Winsum
· 't Zandt
· Zuidbroek
· Zuidhorn